# Jan G. Waldenström
Jan Gösta Waldenström (Stoccolma, 17 aprile 1906 – Malmö, 1º dicembre 1996) è stato un medico svedese che per primo descrisse la patologia che porta il suo nome, la macroglobulinemia di Waldenström.

## Biografia
Discendeva da una famiglia di medici: suo padre, Johann Henning Waldenström (1877-1972) era stato professore di chirurgia ortopedica a Stoccolma e suo nonno, Johan Anton Waldenström (1839-1879), professore di medicina interna ad Uppsala.
Waldenström ottenne un M.D. all'Università di Uppsala e studiò chimica organica con Hans Fischer all'Università tecnica di Monaco. Divenne professore di medicina teoretica all'Università di Uppsala nel 1941, e professore di medicina pratica all'Università di Lund nel 1944. Fu a capo del Dipartimento di medicina al Malmö General Hospital fino al pensionamento nel 1972.
Fu il primo a descrivere, nel 1944, la patologia che in seguito prese il suo nome, macroglobulinemia di Waldenström, una "sindrome di iperviscosità ematica" in cui i sintomi sono causati dai linfociti anomali che impediscono la normale funzione del midollo osseo, causando anemia e epatosplenomegalia, e che secernono grandi immunoglobuline, causando difficoltà di sanguinamento.
Tra le altre patologie studiate da Waldenström vi sono le porfirie, la porpora ipergammaglobunemica benigna di Waldenstrom, l'epatite cronica attiva, l'emosiderosi polmonare, l'ipogammaglobulinemia di Bruton, i fenomeni paraneoplastici e la sindrome carcinoide. Formulò il concetto di classificazione delle gammopatie come "gammopatie monoclonali" contro "gammopatie policlonali" nel 1961.
Fu membro della National Academy of Science degli Stati Uniti d'America, dell'Accademia francese delle scienze e membro onorario della Royal Society of Medicine di Londra.

## Pubblicazioni
- J. Waldenström: Studien über Porphyrie, Dissertation. Acta Medica Scandinavica, Stockholm, 1937; supplement 82: 1-254.
- J. Waldenström: "The porphyrias as inborn errors of metabolism",  The American Journal of Medicine, 1957, 22: 758-773.
- Jan G. Waldenström, Reflections and Recollections from a Long Life with Medicine, Rome, Ferrata Storti Foundation Publication, 1994. ISBN 88-7002-654-X.
- Waldenström J, Ljungberg E: Studies on the functional circulatory influence from metastasizing carcinoid (argentaffine, enterochromaffine) tumours and their possible relationship to enteramine production. Acta Med Scand 152:293, 1955